# تشارلستون هيوز
تشارلستون هيوز (بالإنجليزية: Charleston Hughes)‏ هو لاعب كرة قدم أمريكية أمريكي، ولد في 14 ديسمبر 1983 في ساغيناو في الولايات المتحدة.